# Mauna Kea-Observatoriet
Mauna Kea Observatoriet er placeret på den sovende vulkan Mauna Kea på øen Hawaii i Stillehavet. Mauna Kea er et af de bedste steder i verden for såvel optisk-, infrarød- som mikrobølge-astronomi.
Observatoriets faciliteter er placeret på randen af et gammelt vulkankrater, og altså ikke på Mauna Keas højeste punkt (4205 m).